# فرانك مالوني
فرانك مالوني (بالإنجليزية: Frank Maloney)‏ هو مدير فني أمريكي، ولد في 26 سبتمبر 1940.